# Andrzej Chyliński (lekkoatleta)
Andrzej Chyliński (ur. 5 grudnia 1960 w Nowym Jorku) – lekkoatleta, chodziarz reprezentujący w czasie swojej kariery Stany Zjednoczone, uczestnik Letnich Igrzysk Olimpijskich 1996, trener.

## Kariera
Andrzej Chyliński posiada dwa obywatelstwa: amerykańskie i polskie. Znany jest pod pseudonimem „Ptyś”. W 1990 roku w Spale zdobył halowe mistrzostwo Polski seniorów w chodzie na 5000 m w barwach Polonii Warszawa. W 1994 roku wywalczył w Knoxville brązowy medal mistrzostw Stanów Zjednoczonych w chodzie na 20 km.
Reprezentując Stany Zjednoczone wystąpił na igrzyskach olimpijskich w 1996 w Atlancie w chodzie na 50 km. Zajął tam 26. miejsce. Czterokrotnie brał udział w zawodach pucharu świata w chodzie sportowym (1993, 1995, 1997, 1999), a także rywalizował w Igrzyskach Panamerykańskich w 1995 roku oraz trzykrotnie w pucharze panamerykańskim w chodzie sportowym (1992, 1994, 1996). Rekord życiowy na 50 km wynoszący 3:58:39, osiągnięty w 1995 roku w Barendrecht (Holandia), jest 21. wynikiem w historii amerykańskiej lekkiej atletyki (stan na 23.12.2023).
W czasie kariery zawodniczej należał do klubów: New York Athletic Club, Polonia Warszawa, Spójnia Warszawa i Wawel Kraków. Po jej zakończeniu pracował m.in. jako dziennikarz, w takich tytułach jak: Express Wieczorny, Super Express, a następnie w Gazecie Policyjnej.
Jest trenerem chodu sportowego, działa lub działał w klubach: AZS AWF Warszawa, RKS Łódź, MKS Unia Hrubieszów, MKS Polonia Warszawa, WLKS Iganie Nowe i RK Athletics Warszawa. Od 2023 trener mistrza Polski i olimpijczyka z Paryża – Mahera Ben Hlimy.

## Osiągnięcia
| Rok  | Impreza                                   | Miejsce             | Konkurencja                                                           | Pozycja     | Wynik    |
| ---- | ----------------------------------------- | ------------------- | --------------------------------------------------------------------- | ----------- | -------- |
| 1990 | Halowe mistrzostwa Polski seniorów        | Spała               | chód na 5000 m                                                        | 1. miejsce  | 21:34,91 |
| 1992 | Puchar panamerykański w chodzie sportowym | Ciudad de Guatemala | chód na 50 km                                                         | 7. miejsce  | 4:21:09  |
| 1992 | Puchar panamerykański w chodzie sportowym | Ciudad de Guatemala | chód na 50 km drużynowy, w drużynie z: Dave Marchese, Carl Schueler   | 3. miejsce  | 29 pkt.  |
| 1993 | Puchar świata w chodzie sportowym         | Monterrey           | chód na 50 km                                                         | 38. miejsce | 4:17:16  |
| 1994 | U.S. Olympic Festival                     | Edwardsville        | chód na 20 km                                                         | 3. miejsce  | 1:30:52  |
| 1994 | Mistrzostwa Stanów Zjednoczonych          | Knoxville           | chód na 20 km                                                         | 3. miejsce  | 1:30:05  |
| 1994 | Puchar panamerykański w chodzie sportowym | Atlanta             | chód na 20 km                                                         | 18. miejsce | 1:32:15  |
| 1994 | Puchar panamerykański w chodzie sportowym | Atlanta             | chód na 20 km drużynowy, w drużynie z: Allen James, Jonathan Matthews | 5. miejsce  | 407 pkt. |
| 1995 | Puchar świata w chodzie sportowym         | Pekin               | chód na 50 km                                                         | 53. miejsce | 4:14:14  |
| 1995 | Igrzyska panamerykańskie                  | Mar del Plata       | chód na 50 km                                                         | 9. miejsce  | 4:12:39  |
| 1996 | Igrzyska olimpijskie                      | Atlanta             | chód na 50 km                                                         | 26. miejsce | 4:03:13  |
| 1996 | Puchar panamerykański w chodzie sportowym | Manaus              | chód na 50 km                                                         | 5. miejsce  | 4:33:31  |
| 1996 | Puchar panamerykański w chodzie sportowym | Manaus              | chód na 50 km drużynowy, w drużynie z: Marco Evoniuk, Ian Whatley     | 2. miejsce  | 15 pkt.  |
| 1997 | Puchar świata w chodzie sportowym         | Podiebrady          | chód na 50 km                                                         | 44. miejsce | 4:07:15  |
| 1999 | Puchar świata w chodzie sportowym         | Mézidon-Canon       | chód na 50 km                                                         | 79. miejsce | 4:27:52  |